# Wolfmother
Wolfmother är ett hårdrocksband från Erskineville, Sydney i Australien. Bandet består av Andrew Stockdale (sång/gitarr), Ian Peres (keyboard/basgitarr) och Alex Carapetis (trummor). Deras musik är inspirerad av band såsom The Jimi Hendrix Experience, AC/DC, The Who, Black Sabbath, Led Zeppelin och Deep Purple.

## Historia
Bandet startades 2000 men kom inte till allmän kännedom förrän 2004 efter att bara "repat och varit anonyma tidigare".
Efter att ha släppt debut EPn "Wolfmother" i september 2004 började bandet få uppmärksamhet i hemlandet Australien. EP:n nådde plats 35 på Australiens singellista.
2005 åkte bandet till Los Angeles för att spela in debutalbumet "Wolfmother" tillsammans med producenten Dave Sardy, som tidigare arbetat med bland annat Jet och Oasis. Albumet släpptes i augusti samma år i Australien och ett drygt halvår senare i resten av världen. Första singel att släppas var "Mind's Eye" som tog sig upp till en 29:e plats i Australien, samtidigt som albumet nådde en tredje plats som högst. Albumet vann en J Award för årets bästa Australiska album.
År 2006 bestod av mycket turnerande och bandet spelade på en rad stora festivaler runt om i världen. I augusti gjorde man sin första konsert i Sverige på Debaser i Stockholm.
I slutet av året släppte bandet "Joker & the Thief" som sin fjärde och sista singel från debutalbumet. Låten blev deras största framgång på singellistan i hemlandet, där den nådde plats nummer åtta. 14 november blev Led Zeppelin invalda i UK Music Hall of Fame, där Wolfmother spelade Zeppelins "Communication Breakdown" som en hyllning.
På Grammygalan 2007 vann Wolfmother en grammy för "Best Hard Rock Performance" med låten "Woman". Den 7 juni framförde bandet en sista spelning med debutalbumet i bagaget, på Live Earth i Australien.
Wolfmothers låt Woman finns med på spelet "Guitar Hero 2". Detta kan ha bidragit till deras framgång.
Den 8 augusti 2008 blev det klart att Wolfmother splittrades, men Andrew Stockdale lovade ändå att jobba klart med Wolfmothers nästa skiva med nya musiker.
6 och 8 februari 2009 gjorde Wolfmother några spelningar i Brisbane och Sydney under namnet White Feather. De var då en kvartett och hade fortfarande Andrew Stockdale som frontfigur. Under båda spelningarna bytte han gitarren mot keyboarden på några av låtarna. Med honom på scenen fanns Aiden Nemeth på gitarr, Ian Peres på keyboard/basgitarr och på trummor Dave Atkins, som även spelar i Resin Dogs.
Första stora spelningen med den nya uppsättningen ägde rum på Clipsal 500 Adelaide i Australien 22 mars 2009.
Senare blev bandet en trio bestående av Andrew Stockdale, Ian Peres Och Alex Carapetis.

## Medlemmar
Nuvarande medlemmar
- Andrew Stockdale – sång, gitarr, basgitarr (2004– )
- Hamish Rosser – trummor (2012–2013, 2017– )
- Bobby Poulton – basgitarr, keyboard (2019– )

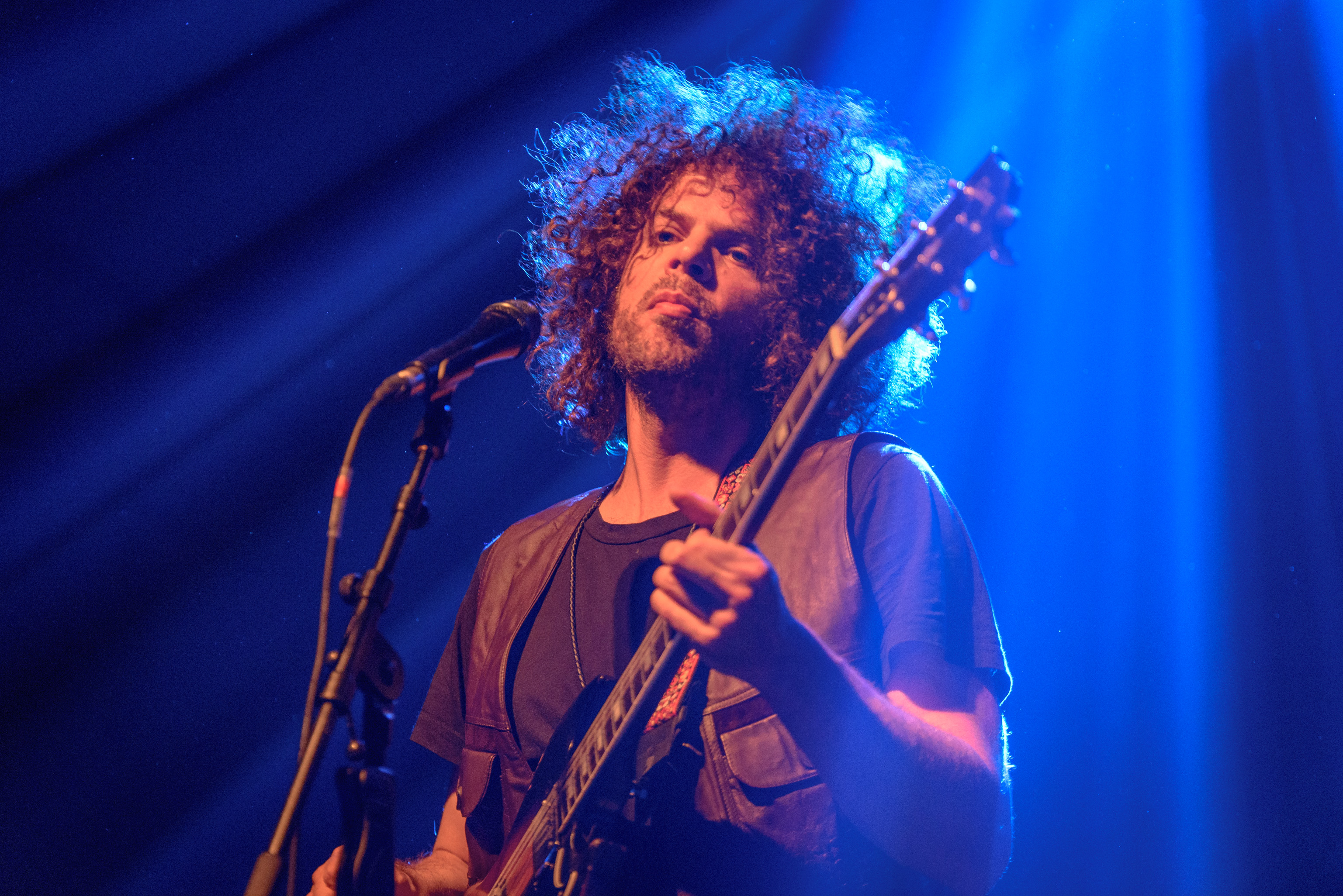
Andrew Stockdale
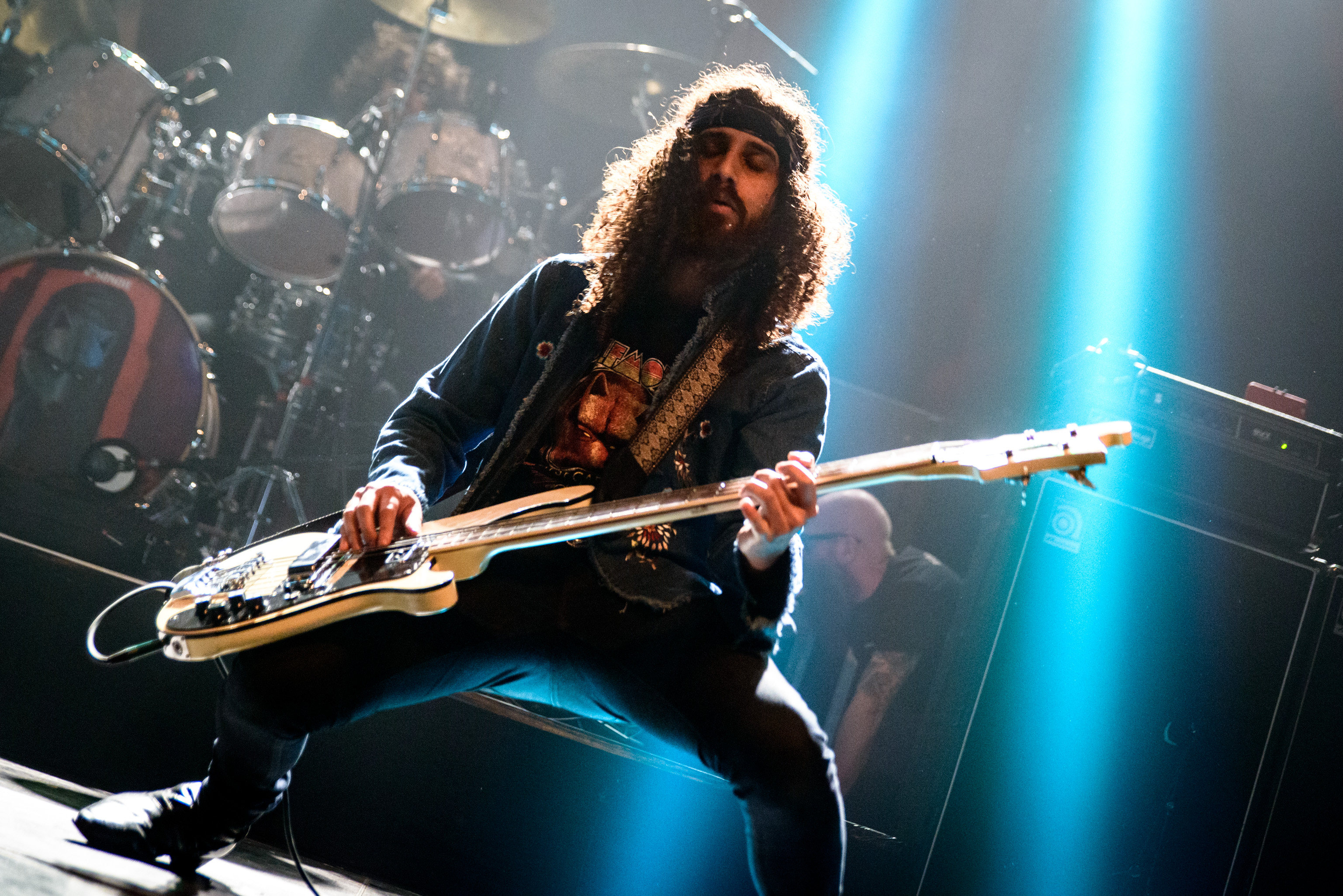
Ian Peres
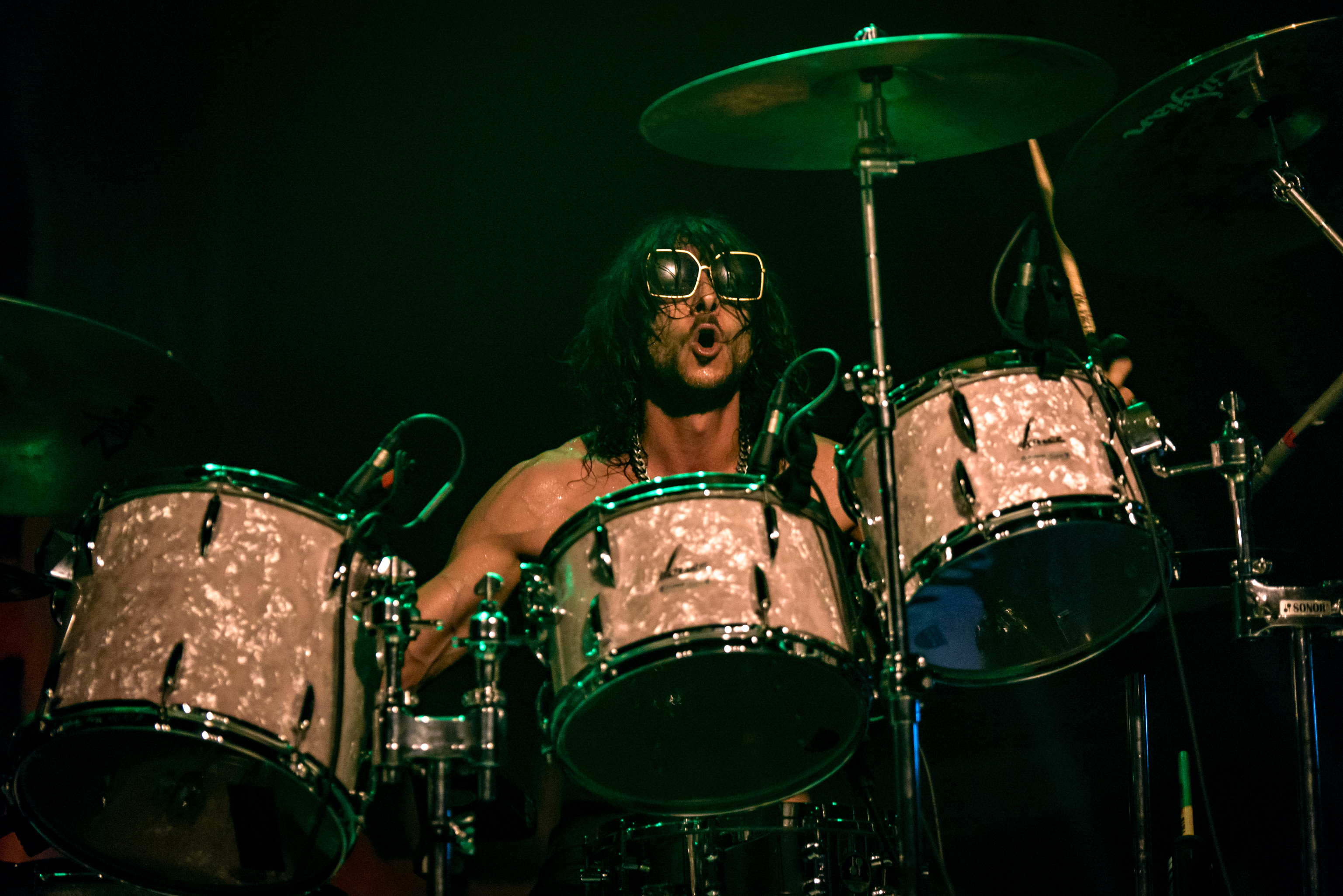
Alex Carapetis
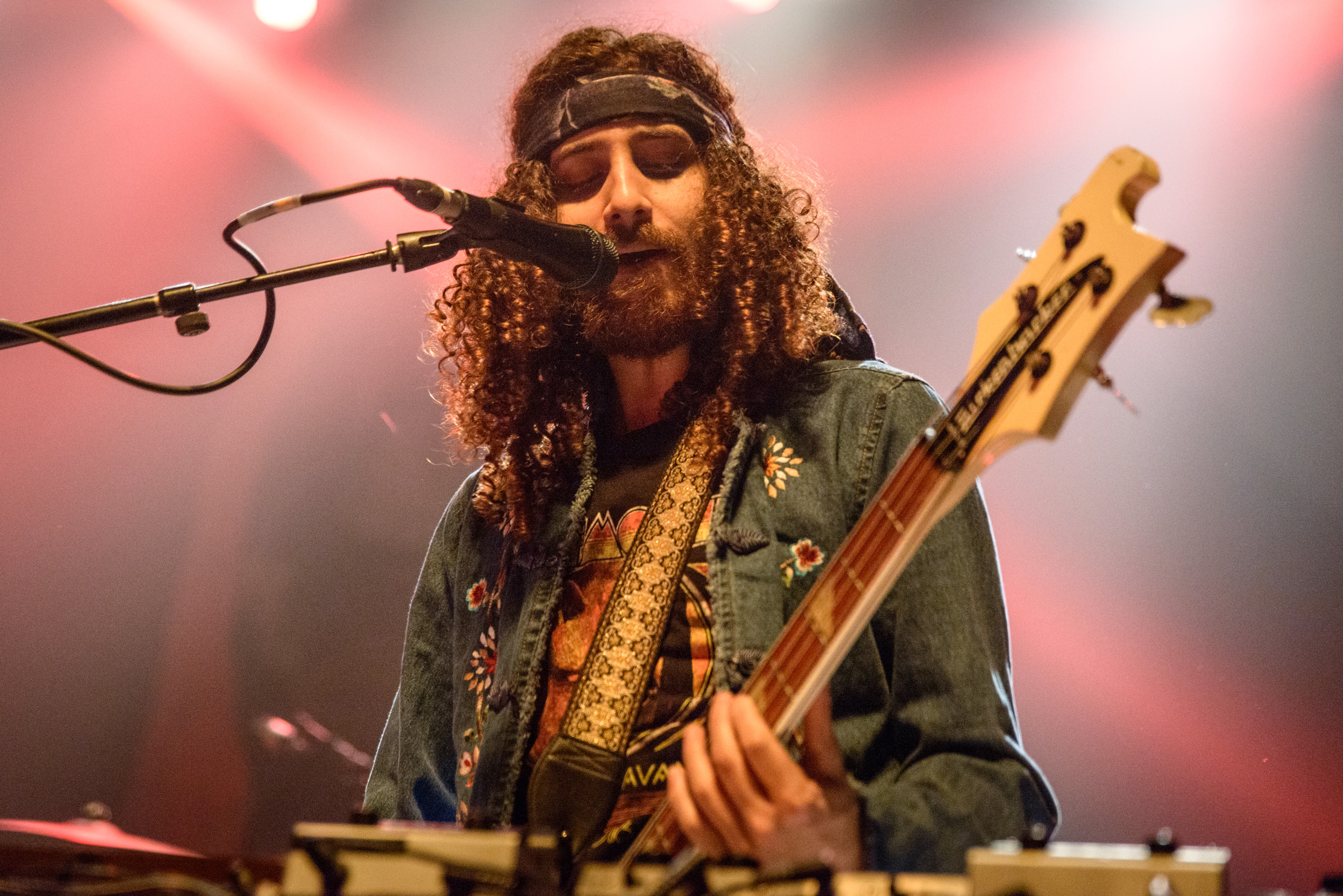
Ian Peres

Tidigare medlemmar
- Chris Ross – basgitarr, keyboard (2004–2008)
- Myles Heskett – trummor (2004–2008)
- Aidan Nemeth – rytmgitarr (2009–2012)
- Dave Atkins – trummor (2009–2010)
- Ian Peres – basgitarr, keyboard, bakgrundssång (2009–2018)
- Will Rockwell-Scott – trummor (2010–2012)
- Vin Steele – trummor (2012–2015)
- Elliott Hammond – munspel, keyboard, trummor, percussion (2012–2013)
- Hamish Rosser – trummor (2012–2013)
- Brad Heald – basgitarr (2018–2019)

Turnerande medlemmar
- Gustav Ejstes – flöjt (2006)
- Dave Atkins – trummor (2011, 2015, 2016, 2018)
- Tony McCall – trummor (2013)
- Alex Carapetis – trummor (2015, 2016–2017)
- Jake Bennett – basgitarr (2018)
- Katie McGurl – basgitarr (2018)
- Lachy Doley – keyboard (2018–2019)
- Leo Munoz – keyboard (2019)
- Julia "Juulz" Driessen – keyboard (2019– )

Bidragande musiker (studio)
- Lenny Castro – percussion (2005)
- Dan Higgins – flöjt (2005)
- Josh Freese – trummor (2015)
- Joey Waronker – trummor (2015)

## Diskografi

### Studioalbum

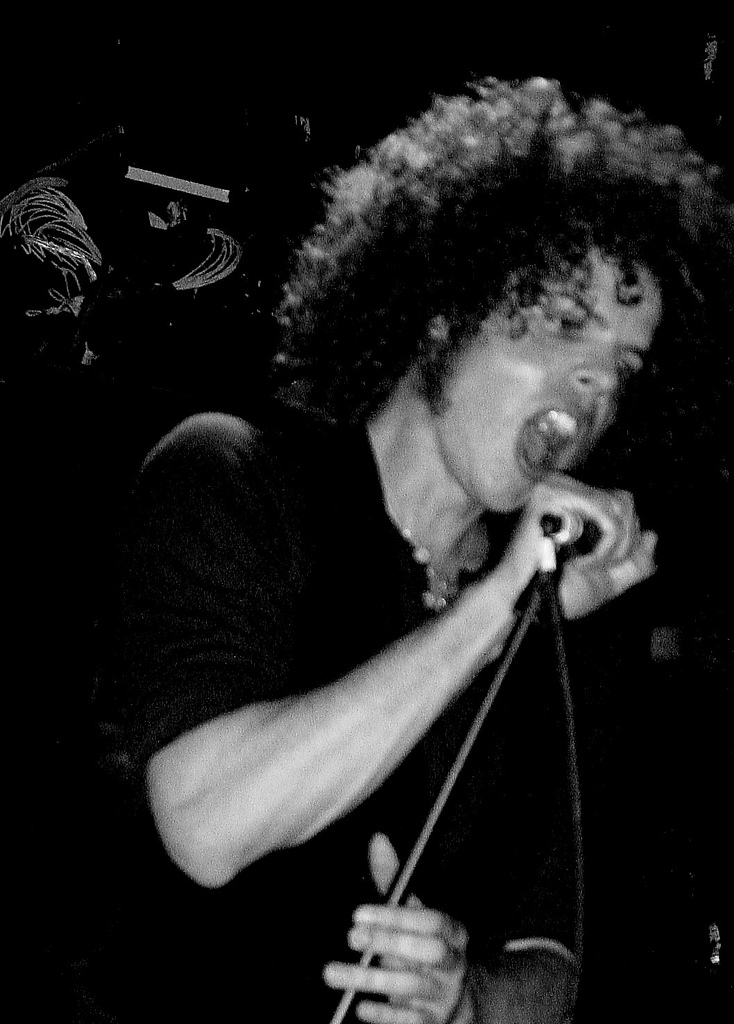
Sångaren i Wolfmother, Andrew Stockdale

| År   | Titel                                                      | Listpositioner | Listpositioner | Listpositioner | Listpositioner | Listpositioner | Listpositioner | Listpositioner | Listpositioner | Listpositioner |
| År   | Titel                                                      | USA            | AUS            | UK             | KAN            | JAP            | TYS            | IRL            | NOR            | SVE            |
| ---- | ---------------------------------------------------------- | -------------- | -------------- | -------------- | -------------- | -------------- | -------------- | -------------- | -------------- | -------------- |
| 2005 | Wolfmother - 1:a studioalbumet - Släppt: 31 oktober, 2005  | 22             | 3              | 25             | -              | -              | 50             | 68             | 8              | 27             |
| 2009 | Cosmic Egg - 2:a studioalbumet - Släppt: 26 oktober, 2009  | 16             | 3              | 35             | -              | -              | 11             | 55             | 15             | 27             |
| 2014 | New Crown - 3:e studioalbumet - Släppt: 23 mars, 2014      | -              | -              | -              | -              | -              | -              | -              | -              | -              |
| 2016 | Victorious - 4:e studioalbumet - Släppt: 19 februari, 2016 | 77             | -              | -              | -              | -              | -              | -              | -              | -              |

### EP
| År   | Titel                                              | Listpositioner | Listpositioner | Listpositioner | Listpositioner | Listpositioner | Listpositioner | Listpositioner | Listpositioner | Listpositioner |
| År   | Titel                                              | USA            | AUS            | UK             | KAN            | JPN            | TYS            | IRL            | NOR            | SVE            |
| ---- | -------------------------------------------------- | -------------- | -------------- | -------------- | -------------- | -------------- | -------------- | -------------- | -------------- | -------------- |
| 2004 | Wolfmother - 1:a EP:n - Släppt: 27 september, 2004 | -              | 35             | -              | -              | -              | -              | -              | -              | -              |
| 2006 | Dimensions - Släppt: 2 mars, 2006                  | -              | -              | -              | -              | -              | -              | -              | -              | -              |

### Singlar
| År   | Titel                                               | Listpositioner | Listpositioner | Listpositioner | Listpositioner | Listpositioner | Listpositioner | Listpositioner | Listpositioner | Listpositioner |
| År   | Titel                                               | USA            | AUS            | UK             | KAN            | JPN            | TYS            | IRL            | NOR            | SVE            |
| ---- | --------------------------------------------------- | -------------- | -------------- | -------------- | -------------- | -------------- | -------------- | -------------- | -------------- | -------------- |
| 2005 | Mind's Eye - 1:a singeln - Släppt: 30 oktober, 2005 | -              | 29             | 143            | -              | -              | -              | -              | -              | -              |
| 2006 | White Unicorn - Släppt: 26 februari, 2006           | -              | 33             | -              | -              | -              | -              | -              | -              | -              |
| 2006 | Woman - Släppt: 17 juni, 2006                       | -              | 34             | 31             | -              | -              | -              | -              | -              | -              |
| 2010 | Love Train - Släppt: 28 oktober, 2006               | -              | -              | 62             | -              | -              | -              | -              | -              | -              |
| 2006 | Joker & the Thief                                   | -              | 8              | 64             | 61             | -              | -              | -              | -              | -              |
| 2009 | Back Round                                          | -              | 100            | -              | -              | -              | -              | -              | -              | -              |
| 2009 | New Moon Rising                                     | 32             | 50             | -              | -              | -              | -              | -              | -              | -              |
| 2010 | White Feather                                       | -              | -              | -              | -              | -              | -              | -              | -              | -              |
| 2010 | Far Away                                            | -              | -              | -              | -              | -              | -              | -              | -              | -              |